# 巴伐利亚王位继承顺序
巴伐利亚王位的继承是根据萨利克继承法来决定的，即王位应先由现任君主的长子继承，之后依次轮到长子的儿子们，然后依次序轮到现任君主的其他儿子，再接下来依次序轮到现任君主的弟弟，以及其他维特尔斯巴赫家族的男性成员，女性无权继承王位。下面列出的是从现今王位继承人弗朗茨以后的王位继承人。
现任巴伐利亚、法兰克尼亚和士瓦本公爵，莱茵行宫伯爵，巴伐利亚王位继承人弗朗茨
1. 巴伐利亚的公爵马克西米利安·埃曼努埃尔（前者的弟弟，1937年生）
2. 柳特波德（1951年出生）（路德维希三世第三子法蘭茲的长孙，路德维希的独子，1955年生）
3. 巴伐利亚王子路德维希 （前者的长子，1982年生）
4. 巴伐利亚王子鲁普雷希特 （前者的长子，2024年生）
5. 巴伐利亚王子海因里希（柳特波德的次子，1986年生）
6. 巴伐利亚王子马克西米利安王子（海因里希的长子，2021年生）
7. 巴伐利亚王子康斯坦丁王子（海因里希的次子，2023年生）
8. 巴伐利亚王子卡爾（柳特波德第三子，1987年生）
9. 本篤會士弗洛里安·馮·巴伐利亞神父（巴伐利亚王子弗朗茨·约瑟夫·米夏埃尔·玛利亚·依格纳修斯）（路德维希三世第三子弗朗茨的次子拉索·马克西米利安·鲁普雷希特的长子，1957年生）
10. 巴伐利亚王子沃尔夫冈·鲁普雷希特·玛利亚·泰奥多尔（拉索·马克西米利安·鲁普雷希特的次子，1960年生）
11. 巴伐利亚王子塔西洛·玛利亚·格奥尔格·欧根·亨利·拉索（前者的长子，1992年生）
12. 巴伐利亚王子理查德·玛利亚·菲利普·施特凡·马克西米利安（沃尔夫冈·鲁普雷希特·玛利亚·泰奥多尔的次子，1993年生）
13. 巴伐利亚王子菲利普·玛利亚·马克斯·埃曼努埃尔·鲁普雷希特·泽诺（沃尔夫冈·鲁普雷希特·玛利亚·泰奥多尔第三子，1996年生）
14. 巴伐利亚王子克里斯托夫·路德维希·玛利亚（拉索·马克西米利安·鲁普雷希特第三子，1962年生）
15. 巴伐利亚王子科尔比尼安·玛利亚·胡诺德·拉索·尼古劳斯（前者的长子，1996年生）
16. 巴伐利亚王子斯坦尼斯劳斯·玛利亚·赫尔曼·泰奥多尔·菲利普（克里斯托夫·路德维希·玛利亚的次子，1997年生）
17. 巴伐利亚王子马尔塞洛·玛利亚·阿洛易修斯·弗朗茨·胡贝图斯（克里斯托夫·路德维希·玛利亚第三子，1998年生）
18. 巴伐利亚王子利奥波德·鲁普雷希特·路德维希·斐迪南·阿达尔贝特·弗里德里希·玛利亚（路德维希一世第四子阿达尔贝特的长子路德维希的次子阿达尔贝特的长孙，弗朗茨的远方堂弟，1943年生）
19. 巴伐利亚王子曼努埃尔·玛利亚·亚历山大·利奥波德·耶尔格（前者的长子，1972年生）
20. 巴伐利亚王子利奥波德·玛利亚·本特·卡尔·曼努埃尔（前者的长子，2007年生）
21. 巴伐利亚王子加布里埃尔·玛利亚·亚伯拉罕·路德维希·泰奥多尔（前者的弟弟，2014年生）
22. 巴伐利亚王子约瑟夫·卡洛斯·玛利亚·保罗·梅尔基奥尔（前者的弟弟，2019年生）
23. 巴伐利亚王子康斯坦丁·欧根·亚历山大·马克斯·埃曼努埃尔·玛利亚·路德维希·斐迪南·利奥波德（利奥波德·鲁普雷希特·路德维希·斐迪南·阿达尔贝特·弗里德里希·玛利亚的次子，1986年生）
24. 巴伐利亚王子亚历克西斯（前者的长子，2020年生）
25. 巴伐利亚王子尼库劳斯（前者的弟弟，2023年生）
26. 巴伐利亚王子阿达尔贝特·弗里德里希·约翰·玛利亚（利奥波德·鲁普雷希特·路德维希·斐迪南·阿达尔贝特·弗里德里希·玛利亚的二弟，1944年生）
27. 巴伐利亚王子胡贝图斯·弗洛里安·康斯坦丁·克莱门斯（前者的独子，1989年生）